# Quirin Lancelle
Quirin Hermann Lancelle (* 1. Dezember 1869 in Wesel; † 8. November 1907 in Prüm) war ein deutscher Verwaltungsbeamter.

## Leben
Nach dem Besuch des Gymnasiums in Xanten und Wesel studierte Quirin Hermann Lancelle an den Universitäten Freiburg und Bonn Rechtswissenschaften. 1888 wurde er Mitglied des Corps Guestphalia Bonn. Nach der Promotion zum Dr. jur. und bestandenem Referendarexamen war er ab 1890 Gerichtsreferendar und ab 1893 Regierungsreferendar in Düsseldorf. Nachdem er 1896 das Regierungs-Assessorexamen bestanden hatte, übernahm er als Hilfsarbeiter Aufgaben beim Landratsamt Iserlohn, Reichsamt des Innern und Landratsamt Siegen. 1898 wechselte er wieder zum Reichsamt des Innern. 1901 wurde er zur Regierung in Köln versetzt. 
Lancelle wurde 1903 zum Landrat des Landkreises Prüm ernannt. Das Amt hatte er bis zu seinem frühen Tod 1907 inne.